# Côme Carbonneau
Pour les articles homonymes, voir Carbonneau.
Côme Carbonneau (Sainte-Foy, novembre 1923 - 2000) est un gestionnaire et professeur canadien (québécois).

## Biographie
Côme Carbonneau a obtenu un baccalauréat en arts (1943) et un baccalauréat en sciences (1948) de l'Université Laval, une maîtrise en sciences de l'Université de la Colombie-Britannique (1949 et un doctorat en géologie de l'Université McGill (1953). Il a aussi fait des études post-doctorales à l'Université de Louvain, en Belgique (1954).
Il a été professeur de géologie à l'École polytechnique de Montréal et à l'Université de Montréal de 1951 à 1963. 
Il passe ensuite au secteur privé comme vice-président de la société St. Lawrence Colombium. En 1965, il devient le président fondateur de la Société québécoise d'exploration minière (SOQEM) au sein de laquelle il a œuvré jusqu'en 1977.
De 1981 à 1986, il est président et chef de la direction de la société Falconbridge Copper.
Il retourne par la suite à l'enseignement, à la Faculté des sciences et du génie de l'Université Laval.
Carbonneau a fait partie du conseil des gouverneurs des universités Laval et McGill. Il a aussi été membre de la Canadian Mineral Industry Education Foundation.

## Honneurs
- 1978 - Officier de l'Ordre du Canada
- 1995 - Médaille Gloire de l'Escolle
- Médaille Selwyn G. Blaylock
- Prix A.O. Dufresne de l'Institut canadien des mines et de la métallurgie
- Prix Nicolas Denys de l'Association des prospecteurs du Québec